# Smidtia magnicornis
Smidtia magnicornis är en tvåvingeart som beskrevs av Louis-Paul Mesnil 1967. Smidtia magnicornis ingår i släktet Smidtia och familjen parasitflugor. Inga underarter finns listade i Catalogue of Life.